# Pedro Afonso Ribeiro
Pedro Afonso Ribeiro foi um nobre e Cavaleiro medieval do Reino de Portugal durante o reinado de Dinis I de Portugal, tendo sido Senhor das terras de Canidelo, como é referido nas Inquirições mandadas fazer em 1290 por D. Dínis.

## Relações familiares
Foi filho de Afonso Pires Ribeiro (1225 - 1289) e de Maria Raimundo Viegas de Sequeira. Casou com Alda Alves Cursitelo, filha de Vicente Alves Cursitelo e de Maior Viegas, de quem teve:
1. Afonso Pires Ribeiro que casou por duas vezes, a primeira com Maria Pires e a segunda com Clara (ou Urraca) Anes de Paiva,
2. Maria Ribeiro (1260 -?) casou com Martim Afonso Alcoforado, (1225 -?),
3. Margarida Pires Ribeiro casou cm Martim Pires de Alvim.

De uma relação com D. Teresa Mendes de Sousa (1220 - 1292), filha de Mem Garcia de Sousa (1200 - 1275) e de Teresa Anes de Lima  (c. 1200 - c. 1275), teve:
1. Gonçalo Pires Ribeiro que foi casado com Constança Lourenço Escola.